# Famechon, Somme

Famechon este o comună în departamentul Somme, Franța. În 1 ianuarie 2022 avea o populație de 277 de locuitori.